# Moses Harris
Moses Harris (15 d'abril de 1730 - circa 1788) fou un entomòleg i gravador anglès.

## Vida i obra
Harris va ser un avançat en entomologia des de ben jove pel seu oncle, un membre de la Societat dels Aurelians. El 1762 esdevingué secretari d'una segona societat d'Aurelians. Era un artista expert, mostrant alguns dels seus dibuixos d'insectes a la Reial Acadèmia en 1785. Va dibuixar i gravat il·lustracions per a llibres incloent l'obra de Dru Drury, Il·lustracions d'Història Natural (3 volums, 1770-1782) i en el llibre The Naturalista's and Traveller's Companion (1772) de John Coakley Lettsom.

### Colors

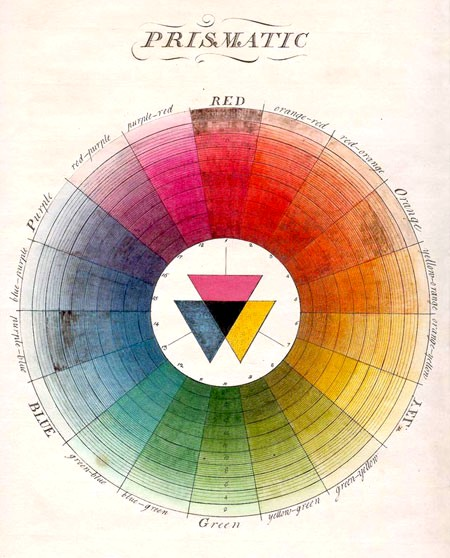
La "roda de colors" de Harris que mostra com es pot fer una varietat de colors a partir de només tres.

Al Sistema Natural dels Colors (entre 1769 i 1776) va examinar l'obra d'Isaac Newton i va intentar revelar la multitud de colors que es poden crear a partir de tres colors bàsics. Natural System of Colors es va publicar de nou el 1811, aquesta vegada editat per Thomas Martyn i dedicat al segon president de la Royal Academy, Benjamin West. Com a naturalista, Harris va voler entendre les relacions entre els colors i com es codifiquen, i en el seu llibre va intentar explicar els principis, "materialment, o per l'art dels pintors", mitjançant els quals es poden produir altres colors a partir del roig i del groc i del blau. Harris va mostrar el que ara es coneix com la barreja subtractiva de colors, observant que el negre està format per la superposició dels tres colors bàsics.

### Entomologia

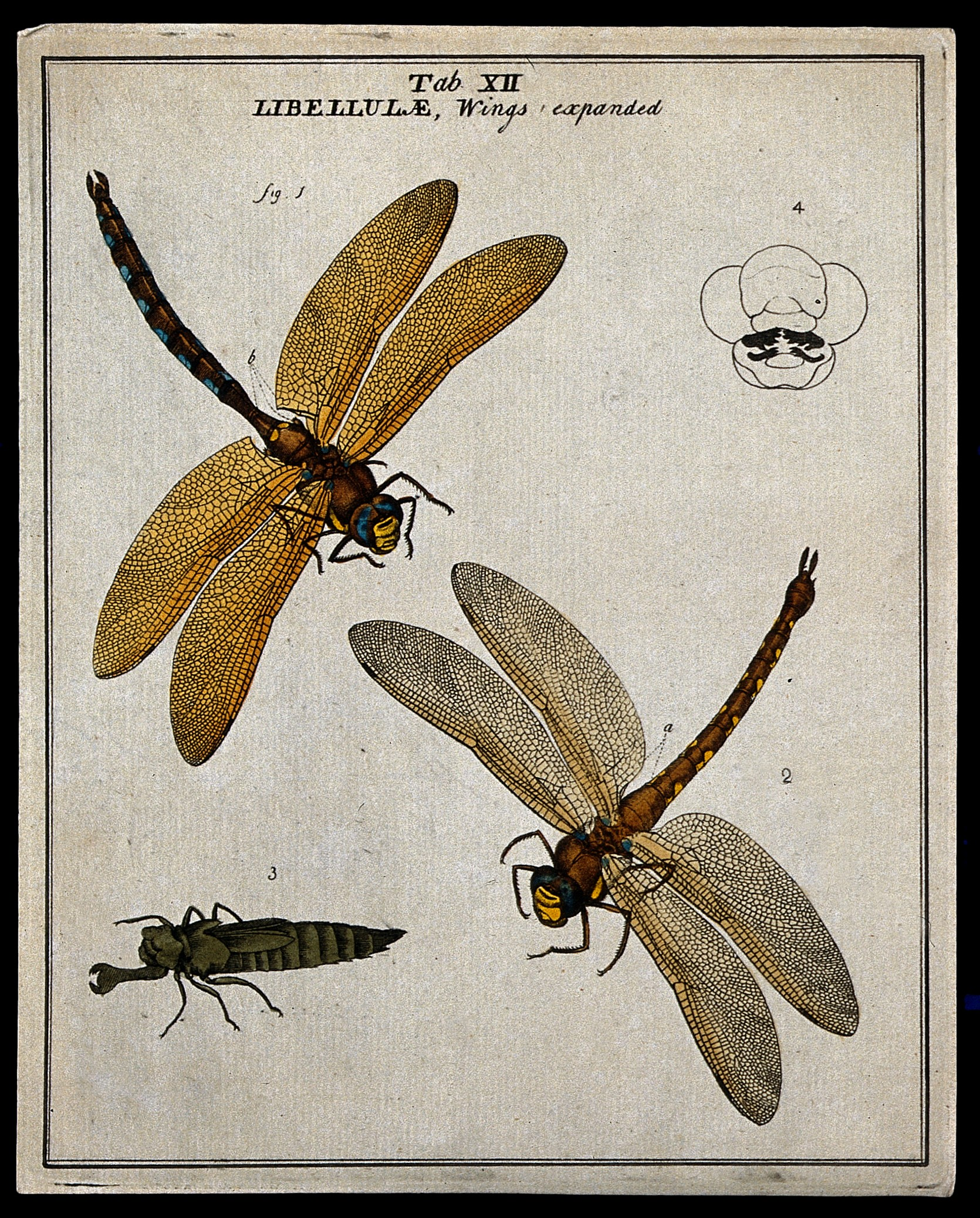
Libèl·lules dibuixades amb precisió per Moses Harris, 1780. A la part superior esquerra, el falcó marró, Aeshna grandis ; una larva menys precisa es troba a la part inferior esquerra.

Harris va publicar la seua història The Aurelian o història natural dels insectes anglesos el 1766. El 1780 va continuar-lo amb les primeres descripcions científiques de diversos Odonata, incloent Calopteryx splendens, i va ser el primer artista anglès a fer il·lustracions de libèl·lules prou precises per identificar les espècies. Revisant la seua obra d'art, els odonatòlegs Albert Orr i Matti Hämäläinen comenten que el seu dibuix de la libèl·lula Aeshna grandis, (a la part superior esquerra de la imatge) era "superba", mentre que els "colors perfectament naturals dels ulls indiquen que Harris havia examinat individus vius d'aquests èsnids o bé col·locaven ell mateix les plaques de coure impreses o bé supervisava els coloristes." Tot i això, consideren que la larva de la mateixa placa és molt menys bona, "una visió lateral dorsolateral molt rígida d'una larva d'èsnid amb cefalotòrax estés. No s'ha intentat representar els ulls, les antenes o el frontal del cefalotòrax o els palps labials, totes les omissions inconcebibles per a un artista del talent de Harris si realment hagueren examinat un exemplar viu", i suggereixen que el va copiar d'August Johann Rösel von Rosenhof.
El 1778, Harris va descobrir l'espècie de mosca de Muscina levida. Dos anys després, va seguir amb un descobriment de l'espècie de mosca de Muscina prolapsa.

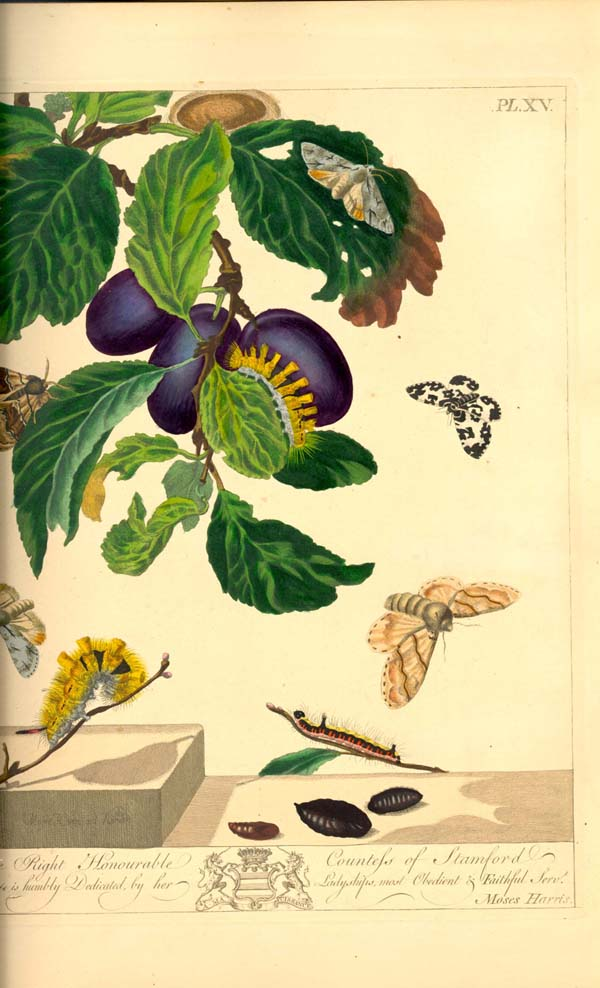
Placa Harris de The Aurelian, amb diverses arnes.

## Obres

### Escrit per Harris
- Natural System of Colours (1769 - 1776)
- Natural System of Colours (editat per Thomas Martyn, Londres, 1811)
- The Aurelian or natural history of English insects (1766, 2a edició 1775)
- The English Lepidoptera, or, the Aurelian's Pocket Companion (1775)
- An Exposition of English Insects Including the Several Classes of Neuroptera, Hymenoptera, & Diptera, or Bees, Flies, & Libellulae (1776 - 1780)

### Il·lustrat per Harris
- Plaques de coure per a les Illustrations of Natural History de Dru Drury
- 44 dibuixos en aquarel·la del cicle de vida de Lepidoptera britànica per a una edició projectada de l'Aurelian (Museu d'Història Natural)
- Rodes de colors compostos i prismàtics (Royal Academy)

## Família
La seua esposa va sobreviure a Harris i un fill, John Harris (1767-1832), pintor d'aquarel·la.

## Abreviació zoològica
L'abreviatura Harris s'empra per a indicar a Moses Harris com a autoritat en la descripció i taxonomia en zoologia.